# 致命幻象
《致命幻象》（英語：Deadly Illusions）是一部由安娜·伊丽莎白·詹姆斯执导的2021年美国惊悚剧情片，由克莉絲汀·戴維斯、德蒙特·莫羅尼、珊诺拉·汉普顿和葛麗·葛拉默主演。

## 演员
- 克莉絲汀·戴維斯 饰 玛丽·莫里森
- 德蒙特·莫羅尼 饰 汤姆·莫里森
- 珊诺拉·汉普顿
- 葛麗·葛拉默
- 梅利莎·钱伯斯 饰 洛蒂姨妈

## 摄制
本片拍摄于2019年，取景于新墨西哥州阿布奎基。

## 发行
本片于2021年3月18日在Netflix首映。